# Calodesma exposita
Calodesma exposita là một loài bướm đêm thuộc phân họ Arctiinae, họ Erebidae.